# Я хочу с тобой секса
«Я хочу с тобой секса» (англ. I Want Your Sex) — будущий американский эротический триллер режиссёра Грегга Араки и соавтора сценария Карли Сциортино. Главные роли в фильме исполнили Оливия Уайлд, Купер Хоффман, Чейз Суи Уондерс, Джонни Ноксвилл и Маргарет Чо.

## Сюжет
Эллиот (Хоффман) устраивается на работу к известной провокационной художнице Эрике Трейси (Уайлд). Его фантазии становятся реальностью, когда Эрика нанимает его, чтобы он стал её сексуальной музой.

## В ролях
- Оливия Уайлд — Эрика Трейси
- Купер Хоффман — Эллиот
- Charli XCX
- Давид Диггз
- Мейсон Гудинг
- Чейз Суи Уондерс
- Джонни Ноксвилл
- Маргарет Чо

## Производство
В мае 2024 года стало известно, что в разработке находится триллер режиссёра Грегга Араки и соавтора сценария Карли Скиортино под названием «Я хочу с тобой секса», Оливия Уайлд получила главную роль.[1] В августе к актёрскому составу присоединились Купер Хоффман и Charli XCX в роли Эллиота. В конце октября к актёрскому составу присоединились Дэйвид Диггс, Мэйсон Гудинг, Чейз Суи Уондерс, Джонни Ноксвилл и Маргарет Чо.
Основные съёмки начались 2 октября 2024 года в Лос-Анджелесе. и завершились 27 октября.